# Raymond Lee
Pour les articles homonymes, voir Lee.
Raymond Lee, est un acteur américain, né le 5 février 1987 à New York.
Il a des origines sud-coréenne. Il tient le premier rôle de la série Code Quantum (2022).

## Biographie
Raymond Lee est un acteur qui a joué dans de nombreux films ainsi que dans de nombreuses séries comme Code Quantum.

## Filmographie
Films
- 2012 : Supercapitalist (en) : Businessman
- 2013 : Farah Goes Bang (en) : Nick
- 2013 : A Leading Man (en) : Kelvin Kim
- 2018 : Fanny Price : M. Rushworth
- 2022 : Le Secret de la Cité perdue (The Lost City) d'Aaron et Adam Nee : l'officier Juarez
- 2022 : Top Gun: Maverick de Joseph Kosinski : lieutenant Logan « Yale » Lee

Télévision
- 2013 : Hart of Dixie : Andrew (épisode Why Don't We Get Drunk?)
- 2013 : Zach Stone Is Gonna Be Famous (en) : Henderson (épisode Zach Stone Is Gonna Get Wild)
- 2013 : Sam et Cat : Fitch (épisode #TextingCompetition)
- 2013 : Philadelphia : Cashier (épisode The Gang Saves the Day)
- 2013 : Jessie : Clifford (épisode Driving Miss Crazy)
- 2013 : Nicky, Ricky, Dicky et Dawn : Ray (épisode Mall in the Family)
- 2016 : Mozart in the Jungle : Arlen Lee (quatre épisodes)
- 2018 : Here and Now : Duc Black (rôle principal)
- 2019 : Prodigal Son : Jin (rôle récurrent)
- 2021 : Made for Love : Jeff (rôle récurrent)
- 2021 : Kevin Can F**k Himself (en) : Sam (rôle récurrent)
- 2022 - 2024 : Code Quantum : Dr Ben Song